# Polyscias ariadnes
Polyscias ariadnes là một loài thực vật có hoa trong Họ Cuồng cuồng. Loài này được Bernardi miêu tả khoa học đầu tiên năm 1971.